# Lipiec 2009

## 31 lipca2009
- W wieku 76 lat zmarł Sir Bobby Robson, angielski trener i menedżer piłkarski. (sport.wp.pl)

## 27 lipca2009
- W wieku 83 lat zmarł Igor Przegrodzki, aktor Teatru Polskiego we Wrocławiu i Teatru Narodowego w Warszawie. (Filmpolski).

## 19 lipca2009
- W wieku 78 lat zmarł Frank McCourt, amerykański pisarz, laureat nagrody Pulitzera (Newsweek)
- W wieku 18 lat, w wyniku obrażeń odniesionych podczas wyścigu Formuły 2 zmarł Henry Surtees, brytyjski kierowca wyścigowy (Eurosport).

## 18 lipca2009
- W wyborach prezydenckich w Mauretanii zwyciężył Muhammad uld Abd al-Aziz. (France24)

## 17 lipca2009
- Paul Biyoghé Mba objął stanowisko premiera Gabonu (AFP)
- Prezydent Lech Kaczyński zawetował ustawę medialną. (tvp.info)
- W wyniku dwóch zamachów terrorystycznych na hotele w Dżakarcie zginęło co najmniej 9 osób a 50 zostało rannych. Nie ucierpiało dwóch Polaków, który znajdowali się w jednym z hoteli. (Wikinews)
- Nieznani sprawcy dokonali zamachu na Ahmeda Czakijewa – wiceministra sportu i turystyki Inguszetii. Zmarł kierowca polityka oraz przypadkowa osoba jadąca za jego samochodem. Początkowe informacje donosiły najpierw o śmierci ministra Rusłana Biełajewa, który osobiście zdementował te informacje, a następnie o śmierci wiceministra. (Wikinews)
- W Oksfordzie zmarł filozof prof. Leszek Kołakowski – wydał ponad 400 prac, wykładał między innymi na Uniwersytecie Yale i na Uniwersytecie Oksfordzkim (Wikinews).
- W wieku 92 lat zmarł słynny amerykański prezenter wiadomości Walter Cronkite (Gazeta.pl).

## 16 lipca2009
- Odkrywcy najnowszego pierwiastka – ununbium – zaproponowali, aby nosił on nazwę copernicium na cześć Mikołaja Kopernika. (Wikinews)

## 15 lipca2009
- W północno-zachodniej części Iranu doszło do katastrofy samolotu, zginęło 168  osób, które były na pokładzie. (altair.com.pl)

## 14 lipca2009
- Jerzy Buzek został wybrany na Przewodniczącego Parlamentu Europejskiego. (Onet.pl)
- W wieku 74 lat zmarł Zbigniew Zapasiewicz, polski aktor teatralny i filmowy. (rp.pl)

## 12 lipca2009
- Dalia Grybauskaitė objęła urząd prezydenta Litwy. (rmf24.pl)

## 11 lipca2009
- Javier Velásquez objął urząd premiera Peru. (Reuters)

## 7 lipca2009
- W Los Angeles odbyły się ceremonie pogrzebowe króla popu, piosenkarza Michaela Jacksona. (Gazeta.pl)
- Benedykt XVI wydał encyklikę Caritas in veritate. (Radio Vaticana)

## 6 lipca2009
- Jadranka Kosor objęła stanowisko premiera Chorwacji. (France24)

## 5 lipca2009
- W zamieszkach w Urumczi na północnym zachodzie Chin zginęło 140 osób, a ponad 800 zostało rannych. (TVN24)
- W Bułgarii odbyły się wybory parlamentarne. Według pierwszych sondaży zwyciężył w nich centroprawicowy GERB. (Gazeta.pl)

## 4 lipca2009
- Kolarze z całego świata rozpoczęli rywalizację w 96. edycji Tour de France. (rfi.fr)

## 1 lipca2009
- Szwecja przejęła na najbliższe 6 miesięcy przewodnictwo w Radzie Unii Europejskiej, a Fredrik Reinfeldt został przewodniczącym Rady Europejskiej (Komisja Europejska)
- Chorwacki premier Ivo Sanader podał się do dymisji. (Reuters)